# François Picavet
Pour les articles homonymes, voir Picavet.
François Picavet, né le 17 mai 1851 à Petit-Fayt (Nord) et mort le 19 mai 1921 à Paris 5e, est un philosophe et traducteur français, spécialiste de Kant.

## Biographie
Instituteur de 1870 à 1876, il poursuit pendant la même période ses études. Agrégation de philosophie en 1882, doctorat ès lettres en 1890, il publie de nombreux articles dans les revues de l'époque, Revue philosophique de la France et de l'étranger, etc. En 1898, il devient directeur de la Bibliothèque internationale de l'enseignement supérieur.

## Ouvrages
- Mémoire sur le scepticisme, 1884.
- L'Histoire de la philosophie, ce qu'elle a été, ce qu'elle peut être 1888
- La Mettrie et la critique allemande, Paris : F. Alcan, 1888.
- De Epicuro novæae religionis auctore: sive De diis quid senserit Epicurus, Paris : F. Alcan, 1888.
- La Philosophie de Kant en France de 1773 à 1814 : introduction à une nouvelle traduction de "La critique de la raison pratique" , Paris : F. Alcan, 1888.
- Maine de Biran de l'an IX à l'an XI, 1889.
- L'Histoire des rapports de la théologie et de la philosophie, Paris : A. Colin, 1889.
- Les Idéologues. Essai sur l'histoire des idées et des théories scientifiques, philosophiques, religieuses, etc. en France depuis 1789, Paris : Félix Alcan, coll. «Bibliothèque de philosophie contemporaine», 1891.  Essai sur l'histoire des idées et des théories scientifiques, philosophiques, religieuses, littéraires, etc., en France depuis 1789. Nouvelle impression de 628 pages par l'éditeur Burt Franklin à New York en 1971 à partir d'une édition originale conservée à l'université du Texas
- Abélard et Alexandre de Hales, créateurs de la méthode scolastique, Paris : E. Leroux, 1896.
- Roscelin, philosophe et théologien, d'après la légende et d'après l'histoire : avec un rapport sommaire sur les conférences de l'exercice 1895-1896 et le programme des conférences pour l'exercice 1896-1897, Paris : Imprimerie nationale, 1896.
- Gerbert : un pape philosophe d'après l'histoire et d'après la légende, Paris : E. Leroux, 1897.
- Les Rapports de la religion et de la philosophie en Grèce : Épicure fondateur d'une religion nouvelle, Paris : E. Leroux, 1893.
- Plotin et les mystères d'Éleusis, Paris : E. Leroux, 1903.
- Deux directions de la théologie et de l'exégèse catholiques au XIIIe siècle : saint Thomas d'Aquin et Roger Bacon, Paris : E. Leroux, 1905.
- Esquisse d'une histoire générale et comparée des philosophies médiévales, Paris : F. Alcan, 1907.
- Essais sur l'histoire générale et comparée des théologies et des philosophies médiévales, Paris : F. Alcan, 1913.

## Préfaces, introductions, chapitres et enseignement
- avec P. Laloi, Instruction morale et civique, ou Philosophie pratique psychologique, logique, morale... : à l'usage des écoles normales primaires, des lycées et collèges de jeunes filles, des élèves de l'enseignement spécial et des candidats au baccalauréat ès sciences, Paris : A. Colin, 1888.
- Introduction au Discours préliminaire de l'Encyclopédie de D'Alembert, publié intégralement d'après l'édition de 1763, Paris : A. Colin, 1894.
- Édition des actes du Congrès international d'enseignement supérieur, Introduction, rapports préparatoires, communications et discussions, troisième congrès international d'enseignement supérieur, tenu à Paris du 30 juillet au 4 août 1900, Paris : A. Chevalier-Marescq, 1902.
- Préface de Platon; choix de textes avec étude du système philosophique et notices biographique et bibliographique par André Barre, Paris : L. Michaud, 1909.
- « La place de Roger Bacon parmi les philosophes du XIIIe siècle » in Roger Bacon essays, Oxford : Clarendon press, 1914.